# Acacia racospermoides
Acacia racospermoides — вид квіткових рослин з родини бобових. Ареал: Австралія (Квінсленд).

## Середовище
Зустрічається на піщаних ґрунтах у складі відкритих лісових і верескових угруповань.

## Біоморфологічна характеристика
Це кущ або дерево, яке зазвичай виростає до 2–6 метрів у висоту з тонким габітусом з білою корою, вкритою дрібним білим порошкоподібним нальотом. Вічнозелені філодії мають вузьку видовжену еліптичну форму від неглибоко або помірно серпуватої форми, у довжину від 5 до 15 см і вшир від 1 до 2,5 см з трьома помітними головними поздовжніми жилками. Суцвіття кінцеві волоті; осі кисті 5–17(25) см завдовжки, голі. Квіткові голови кулясті, містять 25–30 квіток, темно-жовті. Квітки 5-членні; чашолистки вільні. Стручки лінійні, підняті, але не стиснуті між насінням, прямі або зігнуті, до 10 см завдовжки, 6–9 мм завширшки, тонкошкіристі, голі; краї вузькокрилаті. Насіння поздовжнє, широкоеліптичне, ±5 мм завдовжки, тьмяне, темно-коричневе.